# Tricyclea fasciata
Tricyclea fasciata är en tvåvingeart som först beskrevs av Macquart 1843.  Tricyclea fasciata ingår i släktet Tricyclea och familjen spyflugor. Inga underarter finns listade i Catalogue of Life.